# Lindmania maguirei
Espèce
Classification phylogénétique
Synonymes
- Cottendorfia maguirei L.B.Sm., 1969

Lindmania maguirei est une espèce de plante de la famille des Bromeliaceae.

## Synonymes
- Cottendorfia maguirei L.B.Sm., 1969[2].

## Distribution
L'espèce se rencontre au Brésil et au Venezuela.